# Jóhannes av Skarði
Jóhannes av Skarði [ˈjɔuhanːɛs ɛau ˈskɛaɹɪ] (* 7. April 1911 in Tórshavn, Färöer; † 24. Januar 1999) war ein färöischer Linguist. 
Er ist im Ausland in erster Linie bekannt als Autor der Wörterbücher Dänisch-Färöisch (1967) und Englisch-Färöisch (1984). Es sind jeweils die einzigen Wörterbücher dieser Art.
Jóhannes wurde 1911 in Tórshavn als Sohn des Símun av Skarði und der Sanna Jacobsen geboren. Am 18. Juni 1945 heiratete er Paulina, 1923 geborene Berg aus Sandvík. Zusammen haben sie die Kinder Símun (* 27. April 1945), Hans Jákup (* 26. August 1946), Sanna (* 4. Oktober 1949) und Aleksandra (* 10. September 1955).
Im Wintersemester 1925/26 besuchte er die Volkshochschule der Färöer seiner Eltern. Es folgte eine Handwerkerlehre bis 1929. Im gleichen Jahr ging er nach Norwegen, wo er neben seiner Arbeit auf einem Bauernhof im Wintersemester 1929/30 die Voss Folkehøgskole besuchte. 1932 bestand er sein Vorexamen am Høng Eksamenskursus in Dänemark und 1934 das Abitur am Høng Gymnasium ebenda. Bis 1938 studierte er an der pädagogischen Hochschule zu Kopenhagen und kehrte dann auf die Färöer zurück, wo er bis 1942 Hilfslehrer an der Volkshochschule war. Nach dem Tode seines Vaters Símun 1942 übernahm er für zehn Jahre dessen Direktorenposten. Bis 1976 war er dort weiterhin Lehrer.
In den Jahren 1972/73 war er für seine wissenschaftliche Arbeit als Wörterbuchautor befreit und lebte in Island, wo er an Vorlesungen der dortigen pädagogischen Hochschule teilnahm.

## Werke
(Auswahl)
- 1967 – Donsk-Føroysk Orðabók. Tórshavn: Føroya Fróðskaparfelag; 2. erweiterte Ausgabe 1977; 3. 1984; Überarbeitete Neuausgabe von Hjalmar P. Petersen und Marius Staksberg 1995; Diskettenversion 1996
- 1980 – Jólafundurin 1888 – og eitt sindur um høvuðsmenninar í Føroyingafelag í Føroyum. Tórshavn: Føroya Skúlabókagrunnur
- 1984 – Ensk-Føroysk Orðabók. Tórshavn: Føroya Fróðskaparfelag